# Lazarus Ledd
Lazarus Ledd (detto "Larry") è un personaggio immaginario ideato da Ade Capone, la cui prima pubblicazione risale al 1992. È il protagonista dell'omonima serie a fumetti di genere avventuroso e fantascientifico edita in Italia da Star Comics.

## Storia editoriale
Il personaggio esordì in un albo numerato come "n. 0" dal titolo La fine della corsa presentato a Lucca Comics nell'ottobre 1992. L'albo contiene una storia di 8 pagine con una trama che si colloca cronologicamente tra i numeri 2 e 3 della serie regolare e contiene materiale di presentazione del personaggio e degli autori.
Fa seguito la serie regolare, albi da 96 pagine in bianco e nero, pubblicata sempre dalla Star Comics da luglio 1993 fino a novembre 2006 per un totale di 151 numeri. Visto il successo, parallelamente, fu pubblicata anche la serie Extra, albi da 128 pagine, da novembre 1994 ad agosto 2009, per un totale di 27 albi. Di norma uscivano due Extra ogni anno, uno nel periodo estivo e uno in quello invernale.
A metà del 2004 è stata decisa da Ade Capone la bimestralità della serie cominciata poi nel marzo del 2005. Questa scelta, motivata da varie ragioni di lavorazione, non si è rivelata un successo ma tornare indietro alla mensilità non era più possibile. Da qui è derivata la scelta di chiudere la serie. A novembre del 2006 è uscito l'ultimo albo della serie regolare (il n. 151 L'ultima battaglia).
L'editore ed Ade Capone hanno però deciso di continuare la pubblicazione di Lazarus Ledd riprendendo la storia del personaggio con l'Extra n. 23 (Il Volo dell'Aquila) nel luglio 2007. Nell'agosto del 2009 è uscito nelle edicole l'ultimo Extra di Lazarus Ledd, il n. 27 (Le notti rosse), che conclude definitivamente la quasi ventennale collaborazione di Capone con la Star Comics.
Ad ottobre 2009, Capone presenta a Lucca Comics, l'epilogo delle vicende del suo personaggio nello Speciale Arizona Moon.
Durante la sua vita editoriale, inoltre, Lazarus Ledd è stato protagonista di molte storie Speciali o Fuori Serie, pubblicate in albetti per manifestazioni o fiere, all'interno di albi evento della Star Comics ed alcune pubblicate da altri editori. Tra le altre, il team-up con Sam Fisher della serie Splinter Cell è stato pubblicato in formato elettronico con la Ubisoft.
A maggio 2010, le IF Edizioni hanno ristampato i primi dodici albi della serie regolare oltre ad alcuni storie brevi in sei albi di grande foliazioni con copertine inedite di Alessandro Bocci, disegnatore e copertinista storico della serie.
A Lucca Comics & Games 2014, l'Editoriale Cosmo annuncia che nel 2015 pubblicherà la storia che chiuderà definitivamente la saga di Lazarus. L'annunciata storia finale viene poi posticipata ad ottobre 2017 con la pubblicazione dell'albo numerato come 152, riprendendo la numerazione ed utilizzando la stessa costina della serie regolare, dal titolo "THE END" con soggetto di Ade Capone e finale ideato da Leo Ortolani, dopo la scomparsa dell'amico e creatore del personaggio.
Una particolarità della serie era l'inclusione della musica all'interno delle storie; infatti, molti titoli delle storie riprendevano quelli di canzoni o album di gruppi di artisti stranieri o nazionali, ed all'interno degli albi venivano utilizzate canzoni di tali musicisti. L'uscita della versione variant del secondo Extra fu accompagnata de una cassetta od un cd con la "Lazarus Ledd Soundtrack", una selezione di alcuni pezzi musicali inseriti all'interno delle avventure del personaggio ed altre scritte apposta per il fumetto da Ade Capone e proposte in questa raccolta.

## Biografia del personaggio
Un tempo, con un altro volto e un altro nome (Ronald Gordon), faceva parte del Corpo Speciale COBRA (Cover Operation Branch for Rapid Actions), reparto militare governativo impegnato in missioni segrete, smantellato dopo uno scandalo per traffico di droghe.
Con la sua nuova identità vive a New York, lavorando prima come tassista e successivamente come giornalista free-lance presso la redazione del quotidiano New York Bugle.
Inizialmente sotto la minaccia di rendere pubblico il suo passato di agente speciale, poi di sua spontanea volontà, aiuta una misteriosa organizzazione clandestina che lotta contro il crimine. Per conto di questa organizzazione, Lazarus torna ad essere l'uomo d'azione di un tempo, nonostante il suo desiderio di una vita normale e tranquilla. Una vita tranquilla che difficilmente avrebbe potuto ottenere, a causa anche del proprio retaggio di eroismo e di un segreto legato alla sua discendenza di sangue, custodito dall'Ordine monastico/guerriero di San Giorgio, le cui origini si perdono nei secoli bui del Medioevo. La misteriosa organizzazione di cui Larry all'inizio conosce solo l'enigmatico capo Garret (che si scoprirà essere un ex criminale combattuto tra un cammino di redenzione e la tentazione del lato oscuro), si rivelerà essere una filiale del Nuovo Ordine di San Giorgio che tanto attraverso le nuove tecnologie, quanto attraverso antiche forme di magia bianca combatte il crimine e cerca una soluzione ad antichi misteri sulla vita del pianeta. Nell'organizzazione Lazarus conosce l'anziano Monaco Ewan, il fisico teorico e segreto mago bianco Armand Bedloe. l'ex poliziotto giapponese Akira Fudo che assumerà un ruolo importante nell'organizzazione a seguito di grandi battaglie, e la potente guerriera Alexadra dal passato misterioso.
Le vicende di Larry lo porteranno a incrociare quelle dell'alto ufficiale dell'esercito James Koresh, fervente patriota americano che intende formare un nuovo corpo speciale Cobra e riportare Larry nei corpi speciali e sfruttare i segreti di lazarus e dei cristalli per portare all'America nuove risorse tecnologiche.
Il suo antenato che vive proprio in quel periodo, si chiama Alphonse De Monray. Durante la saga si verrà a conoscenza delle vicende medievali di Alphonse De Mornay e del suo fedele alleato Lucius, vicende che poreranno i cavalieri e i loro alleati a scontrarsi con forme di stregoneria e forze misteriose che si scopriranno poi essere di origine aliena e si scoprirà l'immenso potere di particolari cristalli che sono in grado di generare la misteriosa energia alpha.
Un altro antenato che apparirà nella saga sarà il Cowboy Patrick, pistolero e bounty killer del Far West che incontrerà nelle sue avventure uno sciamano pellerossa in grado di leggere la sua mente e percepire energie misteriose che lui chiama fili del destino.
Lazarus Ledd ha avuto due storie d'amore importanti: la prima con la giornalista Meg Ryan, naufragata per l'impossibilità da parte di Meg di accettare Larry come uomo d'azione costantemente impegnato in pericolose missioni; l'altra con Vivian, disegnatrice di fumetti e in segreto "la Gatta Ladra" (sorta di Robin Hood moderno, che ruba ai ricchi per aiutare un ricovero di senza tetto), finita in seguito alla perdita del bambino che Vivian portava in grembo a causa di uno scontro di Lazarus con un suo nemico.
Un ruolo importante tra le comprimarie lo hanno avuto la spietata mercenaria Inanna con cui Lazarus vive un intenso rapporto di attrazione e competizione e Axis potentissima intelligenza artificiale creata dalla dottoressa Connors, che è in grado di infiltrarsi in tutte le reti e verrà a contatto con una particolare rete invisibile legata ai cristalli mistici creata da una razza aliena naufragata anticamente sul pianeta Terra, la stessa razza aliena a cui appartiene Arianne, un'aliena dalle sembianze umane con cui Lazarus avrà una relazione e un particolare legame all'inizio della saga

## Crossover con altri personaggi
Incontri di Lazarus Ledd con altri personaggi dei fumetti, della letteratura e del mondo dei videogiochi.

### Martin Mystère
Incontri con Martin Mystère, il detective dell'impossibile della Sergio Bonelli Editore:
- LL n. 50 Missione Impossibile: citazione.
- LL extra n. 12 Tunguska: Lazarus Ledd vede Martin Mystère in televisione in una lunga intervista.
- LL n. 118 Dossier Ronald Gordon: breve cameo del professor Martin Mystère.
- LL n. 121 Fuoco Sacro: citazione.

Altri riferimenti alle serie della Bonelli:
- LL n. 27 Game Town: un indiano si dipinge il simbolo di Zagor sul petto e spiega a Larry che "Un tempo apparteneva a un grande eroe del popolo rosso…un uomo bianco che scelse di vivere accanto a noi e difenderci dalle angherie degli altri visi pallidi".
- LL n. 38 La foresta dei misteri: un cameo di Mister No circondato da due belle ragazze.
- LL n. 75 Giochi pericolosi: cameo di Cico, l'amico di Zagor, e gestore del Cico's Bar.

### Samuel Sand
Tutti gli incontri tra Larry e Samuel Sand, breve serie della Star Comics.
- LL n. 42 Il segno del serpente
- Samuel Sand n. 2 La donna del metrò
- Samuel Sand n. 5 La piramide rovesciata (Larry non appare ma Samuel Sand incontra la Gatta Ladra)
- LL extra n. 6 Il mistero dei Rosacroce
- LL 53 Morte ad alta tensione (epilogo di LL Extra 6)
- LL extra n. 7 Il cielo sopra Parigi
- LL extra n. 8 Il potere del talismano
- LL n. 67 Il conte di Saint Germain (con la partecipazione di Lazzaro Sant'Andrea)
- LL n. 68 Geometria dell'Apocalisse
- LL n. 80 Il vascello fantasma (con la partecipazione di Lazzaro Sant'Andrea)
- LL n. 91 Il mio nome è Sand
- LL n. 107 Un caso impossibile
- LL n. 151 L'ultima battaglia (con la partecipazione di Lazzaro Sant'Andrea)

### Erinni
Team-up tra due diverse serie di Ade Capone, Lazarus Ledd della Star Comics ed Erinni della Ed. Liberty & Bande Dessinée
- LL 149 La furia di Erinni

### Lazzaro Sant'Andrea
Incontri con Lazzaro Sant'Andrea, personaggio letterario di Andrea G. Pinketts.
- LL n. 43 Milano rosso sangue
- LL n. 54 Il veleno di Biancaneve
- LL n. 67 Il conte di Saint Germain (con la partecipazione di Samuel Sand)
- LL n. 80 Il vascello fantasma (con la partecipazione di Samuel Sand)
- LL n. 119 Delitti nella nebbia
- LL n. 151 L'ultima battaglia (con la partecipazione di Samuel Sand)

Lazarus Ledd è citato da Lazzaro Sant'Andrea nel romanzo Fuggevole turchese a pagina 218-219.

### Nicolas Eymerich
Incontro con Nicolas Eymerich, personaggio letterario di Valerio Evangelisti.
- LL extra n. 17 I cristalli di Eymerich (Alphonse De Monray, antenato di Larry, incontra Nicolas Eymerich)

### Rat-Man
Incontri con Rat-Man, personaggio di fumetti di Leo Ortolani.
- Rat-Man Collection n. 42 "Pubblicato a morte" (Rat-Man presenta Lazarus Ledd come un amico con cui voleva pubblicare una storia insieme)
- Rat-Man Collection n. 44 "Kina!" (cameo di Lazarus Ledd all'inizio della storia)
- LL Speciale "Furto alla Comiconvention" (cameo di Rat-Man disegnato da Leo Ortolani)
- LL n. 151 "L'ultima battaglia" (cameo di Rat-Man)

### Splinter Cell
Incontro con Sam Fisher, protagonista del videogioco Splinter Cell. Cross-over nel cross-over, dato che la storia a fumetti è stata pubblicata solo in formato elettronico.

## Pubblicazioni
Serie regolare
- Albi di Lazarus Ledd

Gli extra e gli speciali
- Extra e speciali di Lazarus Ledd